# Tijani Belaïd

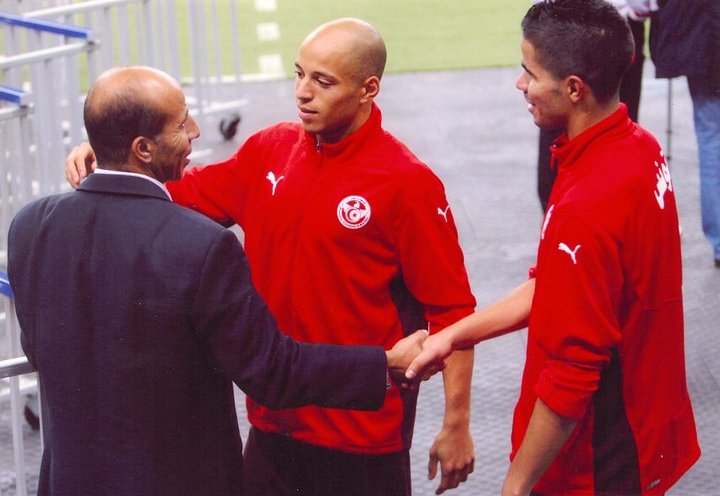
Tijani Belaïd (rechts)

Tijani Belaïd (Parijs, 6 september 1987 (Arabisch: تيجاني بيليد) is een Frans-Tunesische voetballer die doorgaans als verdediger speelt.

## Loopbaan
Belaïd begon in de jeugd bij Paris FC en stond onder contract staat bij Internazionale waarvoor hij eenmaal uit kwam. In het seizoen 2006/07 was hij verhuurd aan PSV. Hier speelde hij bij Jong PSV in de Beloften Eredivisie. In het seizoen 2007-2008 speelde Belaid op huurbasis voor Slavia Praag. Slavia nam hem definitief over en daar speelde hij tot hij begin 2011 aangetrokken werd door Hull City FC. In de zomer van 2011 ging hij naar APOEL Nicosia op Cyprus om in januari 2012 over te stappen naar 1. FC Union Berlin. In januari 2013 wordt de Tunesiër gestrikt door het Portugese Moreirense FC. Na vier wedstrijden te hebben gespeeld in Portugal, vertrekt de voetballer naar Bulgarije om te tekenen bij Lokomotiv Plovdiv. Voor het eerst na jaren verblijft Tunesiër één seizoen lang bij een club. In de zomer van 2014 vertrekt Belaïd naar zijn thuisland Tunesië om te spelen voor Club Africain. In 2016 ging hij voor Club Sportif Sfaxien spelen. In januari 2017 ging Belaïd naar het Griekse Veria FC. Van april tot augustus 2017 ging hij in Indonesië voor Sriwijaya FC spelen. Per januari 2018 keert hij terug bij Club Africain. Van augustus tot september 2018 speelde hij op huurbasis voor Borneo FC. In januari 2019 maakte hij de overstap naar Muharraq Club in Bahrein en de tweede helft van 2019 speelde hij in Irak voor Erbil SC. In maart 2021 ging hij in Kirgizië voor FK Alaj Oš spelen.
Op 16 augustus 2006 debuteerde hij voor Tunesië tegen Mali. In november speelde hij 76 minuten in een vriendschappelijke wedstrijd tegen Libië. Tot 2009 speelde hij 18 keer voor Tunesië waarbij hij drie doelpunten maakte.

## Clubstatistieken
| seizoen                                | club                  | land      | competitie     | wed. | goals |
| -------------------------------------- | --------------------- | --------- | -------------- | ---- | ----- |
| 2004/2005                              | Internazionale        | Italië    | Serie A        | 1    | 0     |
| 2005/2006                              | Internazionale        | Italië    | Serie A        | 0    | 0     |
| 2006/2007                              | Internazionale        | Italië    | Serie A        | 0    | 0     |
| 2006/2007                              | → PSV (huur)          | Nederland | Eredivisie     | 0    | 0     |
| 2007/2008                              | → Slavia Praag (huur) | Tsjechië  | Gambrinus liga | 15   | 4     |
| 2008/2009                              | Slavia Praag          | Tsjechië  | Gambrinus liga | 24   | 9     |
| 2009/2010                              | Slavia Praag          | Tsjechië  | Gambrinus liga | 14   | 2     |
| 2010/2011                              | Slavia Praag          | Tsjechië  | Gambrinus liga | 11   | 0     |
| 2010/2011                              | Hull City FC          | Engeland  | Championship   | 8    | 0     |
| 2011/2012                              | APOEL Nicosia         | Cyprus    | A Divizion     | 8    | 1     |
| 2011/2012                              | 1. FC Union Berlin    | Duitsland | 2. Bundesliga  | 13   | 0     |
| 2012/2013                              | 1. FC Union Berlin    | Duitsland | 2. Bundesliga  | 7    | 0     |
| 2012/2013                              | Moreirense FC         | Portugal  | Primeira Liga  | 4    | 0     |
| 2013/2014                              | Lokomotiv Plovdiv     | Bulgarije | A PFG          | 9    | 1     |
| 2014/2015                              | Club Africain         | Tunesië   | Nationale A    | 28   | 8     |
| 2015/2016                              | Club Africain         | Tunesië   | Nationale A    | 7    | 0     |
| 2016/2017                              | Club Sportif Sfaxien  | Tunesië   | Nationale A    |      |       |
| Totaal                                 | Totaal                | Totaal    | Totaal         | 149  | 26    |
| Laatst bijgewerkt op 18 augustus 2016. |                       |           |                |      |       |